# Kaufland
A Kaufland egy német hipermarketlánc. A  Schwarz csoporthoz tartozik, akárcsak a Lidl vagy a Handelshof. Első üzletét 1984-ben Neckarsulmban nyitotta meg. Gyorsan terjeszkedett Nyugat-Németországban. Az áruházláncnak több, mint 1000 üzlete van Németországban, Csehországban, Szlovákiában, Lengyelországban, Romániában, Bulgáriában és Horvátországban.
Magyarországon nincs jelen.

## Története
A Kaufland története onnan kezdődött, amikor Joseph Schwarz belépett a Südfrüchte Großhandlung Lidl & Co.-ba Heilbronn-ban, mint részvényes 1930-ban, amelyet aztán átneveztek Lidl & Schwarz KG névre. A következő években az volt a cél, hogy a vállalat bővítse a választékát és élelmiszer-nagykereskedés legyen.
A második világháború után a céget átépítették: 1954-ben belépett az A & O áruházlánc. A Handels- und Fruchthof Heilbronn GmbH az első regionális raktárját Észak-Württembergben nyitotta meg. 1964-ben a cég bővítette termékkínálatát a hús osztállyal. 1968-ban az első Handelshof diszkont nyílt meg Backnang-ban, és 1977-ben ugyanazon a helyen egy azonos nevű hipermarket jött létre. Joseph Schwarz halála után 1977-ben fia, Dieter Schwarz vette át a vállalat menedzsmentjét. 1984-ben nyílt meg az első Kaufland hipermarket Neckarsulmban, a város pedig a cég székhelye 1972 óta.
Németország újraegyesítése után a Kaufland áruházlánc terjeszkedett Kelet-Németországban. Az első kelet-németországi Kaufland Meissenben nyílt meg 1990-ben. Az első Németországon kívüli áruháza 1998-ban Ostravában (Csehország) nyílt meg. Az ezt követő években meghonosodott Szlovákiában (2000-ben), Horvátországban (2001), Lengyelországban (2001), Romániában (2005), Bulgáriában (2006) és Moldovában (2019)

## Fordítás
Ez a szócikk részben vagy egészben  a   Kaufland című angol Wikipédia-szócikk fordításán alapul.  Az eredeti cikk szerkesztőit annak laptörténete sorolja fel. Ez a jelzés csupán a megfogalmazás eredetét és a szerzői jogokat jelzi, nem szolgál a cikkben szereplő információk forrásmegjelöléseként.

## Linkek
- Német oldal
- Bolgár oldal
- Horvát oldal
- Cseh oldal
- Lengyel oldal
- Román oldal
- Szlovák oldal
- Moldáv oldal